# Caja de Guadalajara
Caja de Guadalajara és una caixa d'estalvis castellanomanxega amb seu a Guadalajara. Va ser absorbida l'any 2010 per l'andalusa Cajasol, encara que segueix conservant la seva marca i l'obra social.